# Smile (David Gilmour-dal)
A Smile egy kislemez David Gilmour harmadik szólóalbumáról, az On an Islandről. A Smile című számot a közönség először 2001-ben és 2002-ben hallhatta, de a David Gilmour in Concert DVD-n is megjelent, ahol azt mondta:
Most egy új szám következik, ha valaki fel szeretné venni, akkor az most tegye.
A dal az On an Island albumra íródott az Astoria nevű lakóhajón, s David felesége, Polly Samson énekel rajta, Willie Wilson dobol, David pedig gitározik.
A kislemez második dala, az Island Jam elérhető volt Gilmour honlapján, míg meg nem jelentették ezt a kislemezt. A dal Gilmour pajtájában íródott és koncerteken is eljátszották, bár nem túl gyakran. A felvételen Gilmour gitáron, Guy Pratt basszusgitáron, Jed Lynch dobon és Paul Wickens pedig Hammond orgonán játszik.

## Számok
1. Smile – 4:03 (Gilmour/Samson)
2. Island Jam – 6:33 (Gilmour)

## Külső hivatkozások
- Hivatalos oldal (angolul)